# Nevidno zlo (film)
Nevidno zlo (izvirni angleški naslov Resident evil) je znanstvenofantastična grozljivka iz leta 2002, delo filmskega režiserja Paula W. S. Andersona. Filmu sledijo še štiri nadaljevanja. Zgodba govori o skupini specialcev, ki morajo v podzemnem laboratoriju izklopiti morilski računalniški program. Toda ne vedo, da so se vsi zaposleni v laboratoriju spremenili v krvoločne zombije.